# Sinal analógico

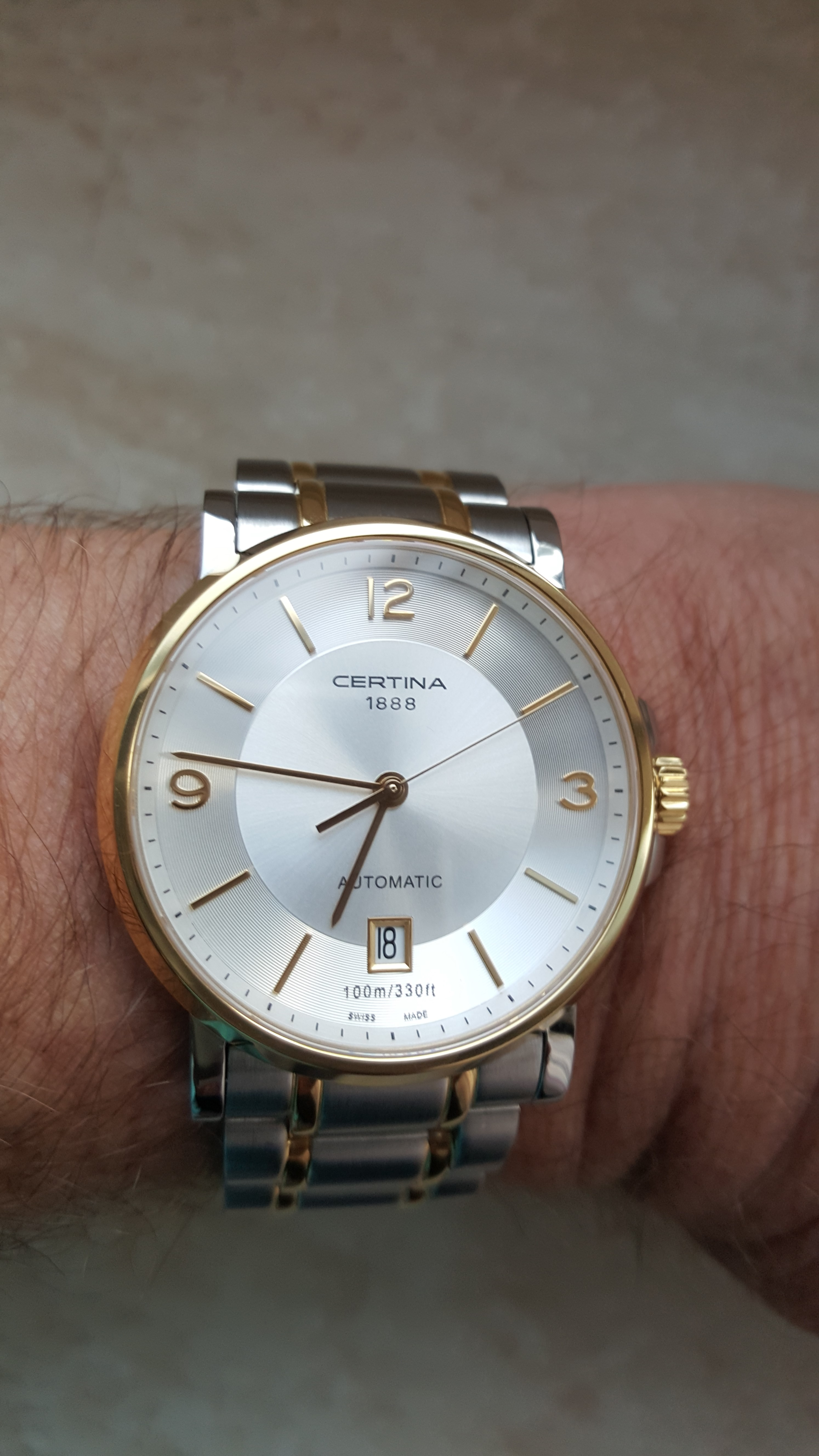
Um relógio analógico

Sinal analógico é o nome popularmente dado, na língua portuguesa, a sinais analógicos provenientes de dispositivos que os contêm. Estes são sinais contínuos cuja variação em relação ao tempo é a representação proporcional de outra variável temporal. Um velocímetro analógico de ponteiro, um termômetro analógico de mercúrio e uma balança analógica de mola são exemplos de dispositivos que contêm sinais analógicos.

## Dispositivos analógicos
Dispositivos trabalhados a pedra e papel, para a interpretação direta de sinais análogos através do uso de analogia, como os citados acima, constituem o grupo de dispositivos "literalmente" analógicos. Em uma balança de molas, a resposta do mecanismo a um estímulo físico acarreta no apontamento a um valor numérico (por exemplo: através do deslocamento de um ponteiro em relação a uma escala numérica desenhada por onde o ponteiro se desloca); o valor obtido do sistema, então, será interpretado analogicamente e diretamente. No caso da balança, o número apontado na escala após o ponteiro repousar pode ser interpretado como um medida de massa ou força.

## Contraste entre analógico e digital
Em contraste à balança de molas, balanças que usam a diferenciação de indução elétrica em relação à pressão não apresentam resultados físicos que possibilitem a interpretação direta por analogia. Em casos como esse, pode ser necessário o processo de digitalização do sinal análogo através de sua conversão a outro meio para que os sinais possam ser alterados a fim de resultar em um sinal interpretável. O processo de digitalização também é essencial para o transporte eficiente de sinais anteriormente análogos.
Conversas com o uso de voz através de dispositivos eletrônicos são trocas de sinais anteriormente análogos captados por microfones, digitalizados, transmitidos entre os dispositivos e então convertidos novamente em sinais análogos para serem reproduzidos por dispositivos de áudio. Essa conversão e compressão também torna estes sinais análogos graváveis, reproduzíveis, editáveis e distribuíveis.

## Inconsistência semântica
Popularmente, dispositivos que utilizam a tecnologia de sinais análogos são classificados no português como dispositivos analógicos. É provável que a confusão entre os termos ocorra por serem parônimos. A possível incorreta tradução do termo inglês "analog", encontrado em especificações de dispositivos que fazem uso de sinais análogos, também pode ter facilitado a difusão do termo e falaciosamente embasado sua falsa validade semântica.
Apesar de o termo utilizado ter adquirido um novo significado prático, o adjetivo alterado herda uma inconsistência semântica com as definições preexistentes na língua portuguesa; a definição do termo "análogo" é "o que condiz às qualidades atribuídas". No entanto, a inconsistência semântica não torna o uso de "sinal analógico" inválido se considerada a pragmática.
Através da atribuição da expressão "dispositivo analógico" para dispositivos que contêm sinais análogos, fica em falta um termo técnico para se apontar unicamente a dispositivos "literalmente" analógicos (cuja função é definida por analogia relativa).

## Digitalização
Na electrónica (português europeu) ou eletrônica (português brasileiro) digital, a informação é convertida para bits, enquanto na eletrônica analógica a informação é tratada sem essa conversão.
Sendo assim, entre zero e o valor máximo, o sinal analógico passa por todos os valores intermediários possíveis (infinitos), enquanto o sinal digital só pode assumir um número pré-determinado (finito) de valores.

## Exemplos
Como exemplos de meios que registram sinais analógicos, temos:
- Gravação de som
  - Sistemas mecânicos
    - Disco de vinil
    - Disco de goma-laca (obsoleto)

  - Sistemas magnéticos
    - Fio (obsoleto)
    - Fita
    - Cassete
    - Cartucho (em inglês, cartridge - obsoleto)
- Gravação de imagem
  - Sistemas fotoquímicos
    - Fotografia em película (clássica)
    - Filme em película (clássico)

  - Sistemas magnéticos
    - Fita magnética (Quadruplex)[2]
    - Cassete (U-Matic, Beta, VHS, VHS-C, S-VHS, S-VHS-C, Video8, Hi8)

O instrumento analógico consiste num painel com uma escala e um ponteiro que desliza de forma a se verificar a posição deste sobre aquela. Num galvanômetro, por exemplo, a deflexão do ponteiro sobre uma escala fornece a leitura direta de grandezas físicas, como tensão elétrica, ou força eletromotriz, intensidade de corrente elétrica, resistência elétrica, entre outras.